# Lucio Roscio Fabato

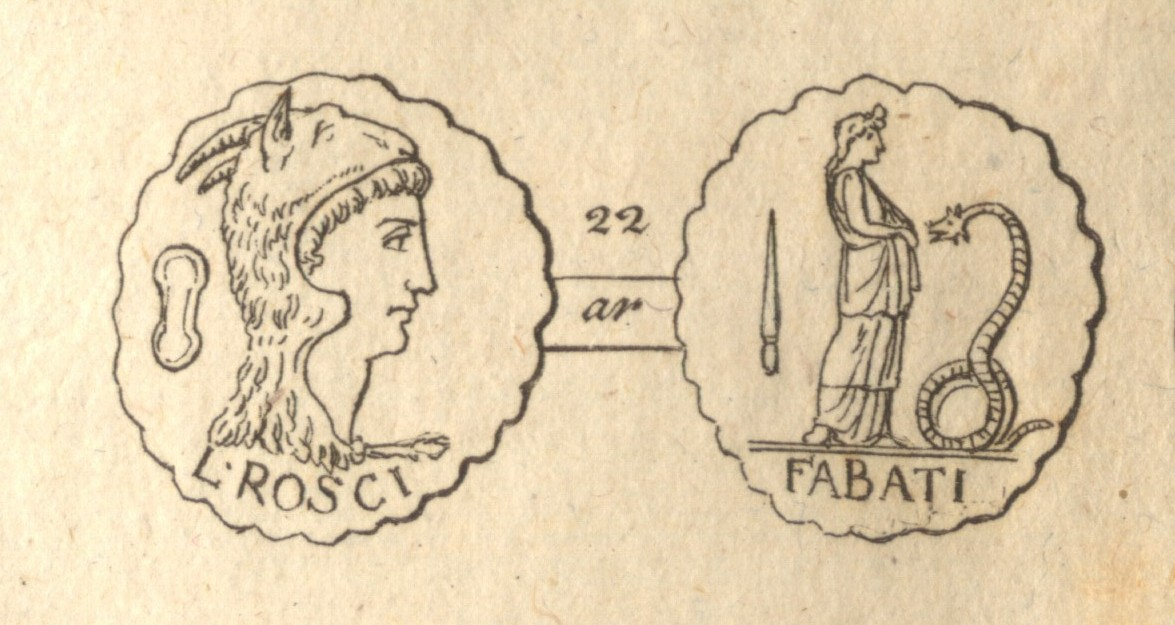
Dibujo de un denario dentado de Roscio Fabato. Kurzgefasste Anfangsgründe zur alten Numismatik, Joseph Eckhel, 1787.

Lucio Roscio Fabato (en latín, Lucius Roscius Fabatus; m. Mutina, 43 a. C.) fue un político y militar romano del siglo I a. C. Estuvo en las Galias como legado de Julio César.

## Carrera pública
Fabato era originario de Lanuvium. Fue triunviro de la moneda en el año 64 a. C. y uno de los proponentes de la Lex Manilia Roscia Peducaea Alliena Fabia —quizá regulaba diversos problemas derivados de la aplicación de la ley agraria de julio César— cuando ocupó el tribunado de la plebe en el año 55 a. C.
Durante la guerra de las Galias, fue legado de César. Tras la segunda expedición a Britania, César lo envió a pasar el invierno en el territorio de los esuvios, la región más tranquila y pacífica, con la Decimotercera Legión.
En 49 a. C., está mencionado por las fuentes con el cargo de pretor y como tal fue el autor de la ley que concedía la ciudadanía romana a los traspadanos. Ese mismo año fue uno de los dos enviados por el Senado a Julio César con las propuestas decididas por este órgano en la sesión del 7 de enero. El día 22 estaba en Teano, donde estaban reunidos los pompeyanos, con la respuesta cesariana. Una vez iniciada la guerra, se puso del lado de César.
Murió en la batalla de Mutina el 14 o 15 de abril de 43 a. C. Fue quizá pariente de Lucio Roscio Otón.